# Фат, Гельмут
Гельмут Фат (нем. Helmut Fath; 24 мая 1929, Урзенбах, Германия — 19 июня 1993, Гейдельберг, Германия) — немецкий мотогонщик, 2-кратный чемпион мира по шоссейно-кольцевым гонкам в классе мотоциклов с колясками, 2-кратный чемпион Германии (1960, 1968).

## Спортивная карьера
Гельмут Фат родился в крошечной деревне Урзенбах (в 1973 году она вошла в состав города Шрисхайм) и там же окончил начальную школу, после чего выучился на столяра в Гейдельберге. После Второй Мировой войны Фат работал водителем автобуса на американские оккупационные силы в Гейдельберге, а затем поступил в качестве механика в мотоциклетную фирму Zeiss & Schwärzel. в 1959 году Фат открыл собственную моторемонтную мастерскую.
Параллельно он занимался мотогонками. Получив водительские права, он купил 250-кубовый BMW, в котором начал принимать участие в сольных мотогонках, а в 1948-м впервые стартовал в любительской гонке мотоциклов с колясками в качестве пилота. Первый успех пришёл к Фату в 1952, когда он занял 3-е место на гонке в Лорше. К 1954 году он выиграл ряд локальных соревнований и получил международную гоночную лицензию.

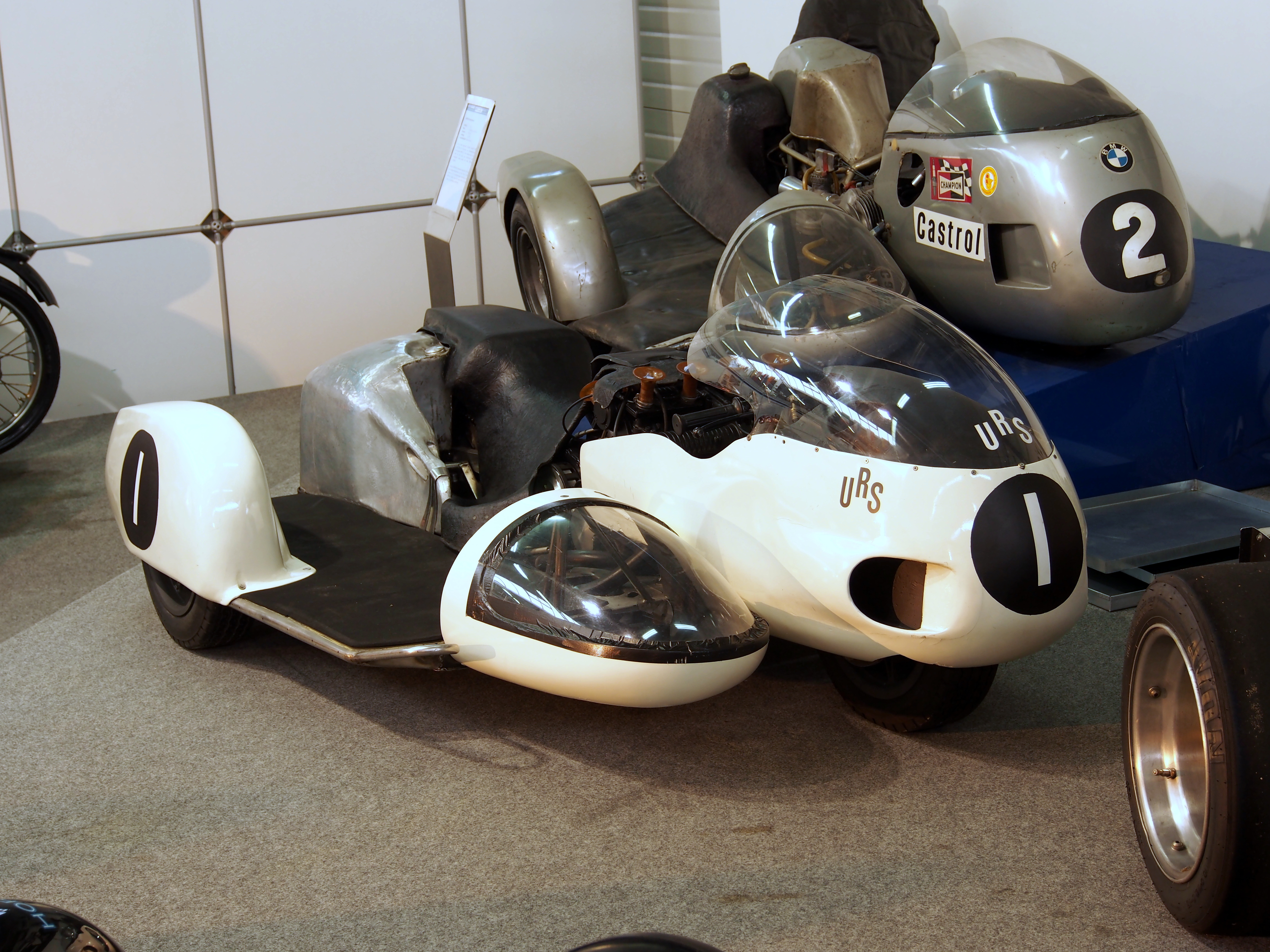
Чемпионский URS #1 Гельмута Фата в мотоспортивном музее при Хоккенхаймринге

В 1954 году Гельмут Фат приобрёл 500-кубовый мотоцикл у известного пилота, вице-чемпиона мира Флориана Каматиаса и сам доработал его, разработав коляску с экстремально низкой посадкой. В 1956 году с напарником Эмилем Ором Гельмут Фат дебютирует в чемпионате мира и в первом же сезоне поднимается на подиум Гран-При Германии, финишировав 3-м. В течение следующих нескольких лет Фат успешно выступает на своём частном BMW; вершиной этого этапа его карьеры становится чемпионский титул, завоёванный в 1960 году вместе с напарником Альфредом Вольгемутом.
1961 год начался для команды с победы на Гран-При Испании, однако уже во второй гонке дуэт не стартовал: Альфред Вольгемут погиб в аварии на внезачетной гонке на Нюрбургринге. Фат получил тяжёлые травмы и за время восстановления вынужден был продать всё гоночное оборудование, включая мотоцикл, чтобы удержаться на плаву.
Эти обстоятельства привели Фата к мысли о создании собственного мотоцикла с коляской, никак не связанного с заводскими производителями. Объединившись с инженерами Питером Куном и Хорстом Овесле, Фат приступил к разработке четырехцилиндрового четырехтактного рядного двигателя с двойным верхним распределительным валом, получившего название URS в честь родного Урзенбаха. Параллельно Фат модифицировал BMW Флориана Каматиаса; эта модификация получила название FCS (Fath Camathias Special).
В 1966 году Фат решился вывести URS на гоночную трассу, стартовав на Гран-При Германии с напарником Вольфгангом Калаухом, но сошёл по техническим причинам. Аналогично прошёл 1967 год: много сходов, ни одного очка. Тем не менее машина выглядела конкурентоспособной: Фат лидировал в Германии и Франции, шёл вторым в Isle of Man TT.
Доработки в области надёжности, сделанные по итогам сезона, позволили Гельмуту Фату завоевать в 1968 году второй чемпионский титул. Это был первый в истории чемпионата титул, который пилот завоевал на мотоцикле собственной конструкции и первый за 15 лет титул, завоёванный не на мотоцикле BMW. Годом позже Фат и Калаух стали вице-чемпионами мира, после чего Фат решил завершить активную гоночную карьеру, продав мотоцикл URS Фридлу Мюнху (мотоцикл получил название Münch-URS). В 1970-м Фат в последний раз стартовал на URS, одолжив его у Мюнха. Интересно, что после ухода Фата пилотом команды Мюнха стал инженер Хорст Овесле, ранее принимавший участие в разработке мотоцикла.

## После окончания карьеры
Завершив гоночную карьеру, Гельмут Фат посвятил себя спортивному тюнингу и разработке мотоциклов. Работал он не только с мотоциклами с колясками; в частности, в 1971 году Фат доработал и настроил два мотоцикла Yamaha (в классах 250cc и 350cc) для Фила Рида. В том году Фил Рид выиграл чемпионат в классе 250cc, став первым пилотом одержавшим победу в чемпионате на  мотоцикле частной команды. Также в 1971 году Хорст Овесле и Питер Раттерфорд на мотоцикле URS выиграли Чемпионат мира по гонкам на мотоциклах с колясками.
Другой успешной конструкцией Фата стал 500-кубовый двигатель для мотоциклов с коляской; в 1976 году Зигфрид Шауцу и Вольфганг Калаух выиграли чемпионат Германии на мотоцикле ARO с двигателем Фата. Впоследствии Фат занимался доработкой мотоциклов многих известных пилотов — Мартина Виммера, Жана-Франсуа Бальде и других.
Гельмут Фат скончался в 1993 году в гейдельбергской больнице от онкологического заболевания.

## Результаты выступлений в Чемпионате мира по шоссейно-кольцевым гонкам на мотоциклах с колясками
| Легенда к таблице |                                                 |
| --- | ----------------------------------------------- |
| В таблице перечислены результаты всех этапов чемпионата мира, в которых принимал участие гонщик либо пассажир. Строками таблицы являются сезоны, столбцами все гонки этапов чемпионата мира, напарник и мотоцикл. В клетках указаны сокращённое название этапа и результат, клетка дополнительно обозначена цветом. Расшифровка обозначений и цветов представлена в нижеследующей таблице. |                                                 |
| \| Пример \| Описание \| \| ------------ \| ----------------------------------------------- \| \| 1 \| Победитель \| \| 2 \| Второе место \| \| 3 \| Третье место \| \| \| Финишировал в очковой зоне \| \| \| Финишировал вне очковой зоны \| \| НКЛ \| Не классифицирован \| \| Сход \| Не финишировал \| \| НКВ \| Не прошёл квалификацию \| \| НПКВ \| Не прошёл предварительную квалификацию \| \| ДСК \| Дисквалифицирован \| \| ИСК \| Исключён из протокола соревнований \| \| НС \| Не стартовал в гонке \| \| Т \| Травмирован или болен \| \| ОТК \| Отказ от участия \| \| НТР \| Прибыл на соревнования, но на трассу не выезжал \| \| НПР \| Не прибыл к началу соревнований \| \| НД \| Недопущен до старта \| \| О \| Гонка отменена \| \| \| Не участвовал \| \| Поул-позиция \| \| \| Быстрый круг \| \| |                                                 |
| Пример | Описание                                        |
| 1 | Победитель                                      |
| 2 | Второе место                                    |
| 3 | Третье место                                    |
| | Финишировал в очковой зоне                      |
| | Финишировал вне очковой зоны                    |
| НКЛ | Не классифицирован                              |
| Сход | Не финишировал                                  |
| НКВ | Не прошёл квалификацию                          |
| НПКВ | Не прошёл предварительную квалификацию          |
| ДСК | Дисквалифицирован                               |
| ИСК | Исключён из протокола соревнований              |
| НС | Не стартовал в гонке                            |
| Т | Травмирован или болен                           |
| ОТК | Отказ от участия                                |
| НТР | Прибыл на соревнования, но на трассу не выезжал |
| НПР | Не прибыл к началу соревнований                 |
| НД | Недопущен до старта                             |
| О | Гонка отменена                                  |
| | Не участвовал                                   |
| Поул-позиция |                                                 |
| Быстрый круг |                                                 |

| Год  | Пассажир          | Мотоцикл | 1        | 2     | 3        | 4        | 5        | 6        | 7   | 8   | Место | Очки    |
| ---- | ----------------- | -------- | -------- | ----- | -------- | -------- | -------- | -------- | --- | --- | ----- | ------- |
| 1956 | Эмиль Ор          | BMW      | MAN      | NED   | BEL 5    | GER 3    | ULS      | NAT 7    |     |     | 10    | 4       |
| 1957 | Фриц Рудольф      | BMW      | GER      | MAN   | NED      | BEL      | NAT 8    |          |     |     | -     | 0       |
| 1958 | Фриц Рудольф      | BMW      | MAN Сход | NED 3 | BEL 3    | GER      |          |          |     |     | 3     | 8       |
| 1959 | Альфред Вольгемут | BMW      | FRA 4    | MAN 4 | GER      | NED 3    | BEL      |          |     |     | 5     | 10      |
| 1960 | Альфред Вольгемут | BMW      | FRA 1    | MAN 1 | NED 2    | BEL 1    | GER 1    |          |     |     | 1     | 24 (38) |
| 1961 | Альфред Вольгемут | BMW      | ESP 1    | GER   | FRA      | MAN      | NED      | BEL      |     |     | 7     | 8       |
| 1966 | Вольфганг Калаух  | URS      | GER Сход | FRA   | NED      | BEL      | MAN      |          |     |     | -     | 0       |
| 1967 | Вольфганг Калаух  | URS      | ESP Сход | GER   | FRA Сход | MAN Сход | NED Сход | BEL      | FIN | NAT | -     | 0       |
| 1968 | Вольфганг Калаух  | URS      | GER 1    | MAN 4 | NED 5    | BEL Сход | FIN 1    | GER2 1   |     |     | 1     | 27 (29) |
| 1969 | Вольфганг Калаух  | URS      | GER Сход | FRA 1 | MAN 3    | NED 1    | BEL 1    |          |     |     | 2     | 55      |
| 1969 | Билли Нельсон     | URS      |          |       |          |          |          | FIN Сход | ULS |     | 2     | 55      |
| 1970 | Йозеф Губер       | URS      | GER Сход | FRA   | MAN      | NED      | BEL      | CZE      | FIN | ULS | -     | 0       |

## Результаты выступлений на гонке Isle of Man TT[6]
| Год  | Класс            | Мотоцикл | Пассажир          | Позиция в классе |
| ---- | ---------------- | -------- | ----------------- | ---------------- |
| 1958 | Sidecar TT       | BMW      | Фриц Рудольф      | Сход             |
| 1959 | Sidecar TT       | BMW      | Альфред Вольгемут | 4                |
| 1960 | Sidecar TT       | BMW      | Альфред Вольгемут | 1                |
| 1967 | Sidecar TT       | URS      | Вольфганг Калаух  | Сход             |
| 1968 | Sidecar 500сс TT | BMW      | Вольфганг Калаух  | 4                |
| 1969 | Sidecar 500сс TT | URS      | Вольфганг Калаух  | 3                |